# Street Smart (videojuego)
Street Smart (ストリートスマート Sutorīto Sumāto) es un videojuego beat 'em up de arcade de 1989 desarrollado y distribuido por SNK. El objetivo del juego es ganar dinero, chicas y gloria en las calles de todo el Oeste. El juego se desarrolla en un torneo, «Champion Tag Match in USA», en el que los jugadores asumen el papel de dos jóvenes expertos en combate cuerpo a cuerpo que tienen que enfrentarse a los luchadores callejeros más duros de todo el país.

## Jugabilidad
El juego es un beat 'em up en el que el jugador puede moverse en las ocho direcciones en una pelea en la arena y el jugador puede dar patadas, puñetazos o hacer movimientos especiales. A diferencia de Double Dragon de Technōs, River City Ransom y la mayoría de los beat 'em ups, los jugadores luchan en un espacio cerrado en la arena, similar a la jugabilidad de Violence Fight de Taito, y los jugadores pueden elegir luchar como cualquiera de los dos personajes jugables. Street Smart contribuyó al género al agregar un modo multijugador cooperativo para batallas en equipo contra personajes jefes. Luego, los jugadores deberán pelear entre sí en la siguiente ronda para determinar quién obtiene una bonificación de vidas/puntos, pero, de lo contrario, los dos jugadores pueden jugar todo el juego juntos. También contribuyó al género al agregar un sistema de combo simple, el primero de su tipo, en el que los jugadores pueden hacer movimientos normales que se convierten en parte de una serie de ataques.

### Personajes jugables
- Karate-Man (空手家 Karateka), un japonés vestido con un karategi blanco. Es un experto en artes marciales con ataques rápidos como el rayo.
- Crusher (クラッシャー Kurasshā), un estadounidense vestido con mallas azules. Es un luchador profesional sin velocidad, pero con ataques fuertes.

## Ports
El juego de arcade fue porteado a la Genesis/Mega Drive en 1991, desarrollado y distribuido por Treco. El port usa menos colores (aunque más brillantes) y, para compensar los sprites grandes que se animan en la pantalla, presenta marcos negros en la parte superior e inferior; los datos del jugador se muestran en la barra superior, incluyendo una barra de vida visible para el oponente (de la que carece el juego arcade). El juego implementa un sistema de apuestas donde los jugadores pueden ganar dinero por ganar una pelea o perder una (similar al juego de PSP posterior The Con), así como un nuevo jefe final. El port de Genesis/Mega Drive carece del modo de dos jugadores contra la CPU. Esto se hizo debido a las limitaciones de memoria del sistema en ese momento. En el port Genesis/Mega Drive, «Karate Man» usa un atuendo rojo en lugar de uno blanco. Ambos personajes también reciben un nuevo «movimiento especial» giratorio (presionando los tres botones a la vez) que puede derribar a un enemigo de un solo golpe, pero reducirá la salud del jugador. Hay tres finales para el juego, dependiendo de si los jugadores están en bancarrota o no cuando el jefe final es derrotado. Si los jugadores están en bancarrota, la imagen final es la de los jugadores en harapos sentados en la calle. Alcanzar una cantidad respetable de dinero hará que el personaje se vea bien vestido, en un auto de moda con una novia atractiva. Si el personaje gana una cantidad sobresaliente de dinero (generalmente obtenida apostando todas las ganancias a que el jugador ganará antes de cada ronda), se lo muestra como un hombre hecho y derecho con cuatro chicas, en un departamento lleno de dinero. Una diferencia final entre el puerto de Genesis/Mega Drive y el juego de arcade radica en la capacidad de la versión de consola de otorgar al jugador «puntos» al final de cada partida exitosa que se pueden asignar a los atributos del personaje. El jugador puede obtener una barra de vida más grande, mayor velocidad o poder, de modo que el personaje será mucho más letal al final del juego que al principio.

## Recepción
En Japón, Game Machine incluyó a Street Smart en su número del 1 de octubre de 1989 como el 11.º juego de arcade más exitoso del mes.
Computer and Video Games escribió que los controles del juego de arcade parecen «confusos al principio», pero tuvo una impresión positiva del juego, calificándolo con un 80% en general. Comentaron que no era tan divertido como Violence Fight, pero «aun así vale la pena jugarlo».

## Legado
La versión arcade original está incluida en la compilación de 20 juegos que sucedió a SNK Arcade Classics Vol. 1, titulada SNK Arcade Classics Vol. 0, que se lanzó en Japón el 27 de abril de 2011. También es parte de la SNK 40th Anniversary Collection.
La música de fondo que se escucha en el primer escenario se reutilizó como tema de batalla para dos jugadores en el juego de lucha de SNK de 1991, Fatal Fury, para Neo Geo.